# Animals (film, 2025)
Pour les articles homonymes, voir Animals.
Pour plus de détails, voir Fiche technique et Distribution.
Animals est un film américain réalisé par Ben Affleck et dont la date de sortie n'a pas été annoncée. Il sera diffusé sur Netflix.

## Synopsis
Le fils d'un candidat à la mairie de Los Angeles (Ben Affleck) est kidnappé. Pour payer la rançon de leur fils, le père et sa femme (Kerry Washington) vont avoir recours à des mesures extrêmes et ainsi révéler de sombres secrets. Ils vont ainsi faire appel à une « fixeuse » (Gillian Anderson).

## Fiche technique
Sauf indication contraire, les informations mentionnées dans cette section peuvent être confirmées par la base de données cinématographiques IMDb,  présente dans la section « Liens externes ».
- Titre original : Animals
- Réalisation : Ben Affleck
- Scénario : Connor McIntyre et Billy Ray
- Musique : N/A
- Direction artistique : Erika Toth
- Décors : Theresa Guleserian
- Costumes : Trish Summerville
- Photographie : Robert Elswit
- Montage : Christopher Rouse
- Production : Ben Affleck, Dani Bernfeld, Collin Creighton, Matt Damon et Brad Weston

Producteurs délégués : Michael Beugg, Lucy Damon, Kevin Halloran, Michael Joe
Coproducteurs : Lisa C. Satriano et Sasha Veneziano
- Sociétés de production : Artists Equity, Makeready et Fifth Season
- Société de distribution : Netflix
- Budget : N/A
- Pays de production :  États-Unis
- Langue originale : anglais
- Format : couleur
- Genre : thriller, crime
- Date de sortie[2] : 2025/2026 Date sujette à modification

## Distribution
- Ben Affleck
- Gillian Anderson
- Kerry Washington
- Steven Yeun
- Luis Gerardo Méndez
- Adriana Paz
- Ray Fisher
- Mark Kassen
- Christopher Woodley

## Production

### Genèse et développement
En janvier 2024, il est annoncé que Ben Affleck va diriger son ami Matt Damon dans un thriller intitulé Animals. Le mois suivant, il est ajouté que Jennifer Garner est en négociations pour un rôle dans le film. Le tournage doit alors débuter en mars 2024 à Los Angeles.
En février 2025, il est annoncé que Matt Damon a finalement abandonné le rôle principal, occupé par le film L'Odyssée de Christopher Nolan. Ben Affleck reprend alors lui-même le rôle, alors que Gillian Anderson est officiellement confirmée,. Kerry Washington, Steven Yeun, Luis Gerardo Méndez ou encore Adriana Paz sont également annoncés,. En mars 2025, c'est au tour de Ray Fisher, Mark Kassen et Christopher Woodley de rejoindre le film.

### Tournage
Le tournage débute le 7 mars 2025 à Los Angeles,.